# Microphontes whittingtoni
Microphontes whittingtoni är en tvåvingeart som beskrevs av Jason Gilbert Hayden Londt 1994. Microphontes whittingtoni ingår i släktet Microphontes och familjen rovflugor. Inga underarter finns listade i Catalogue of Life.